# Kraal

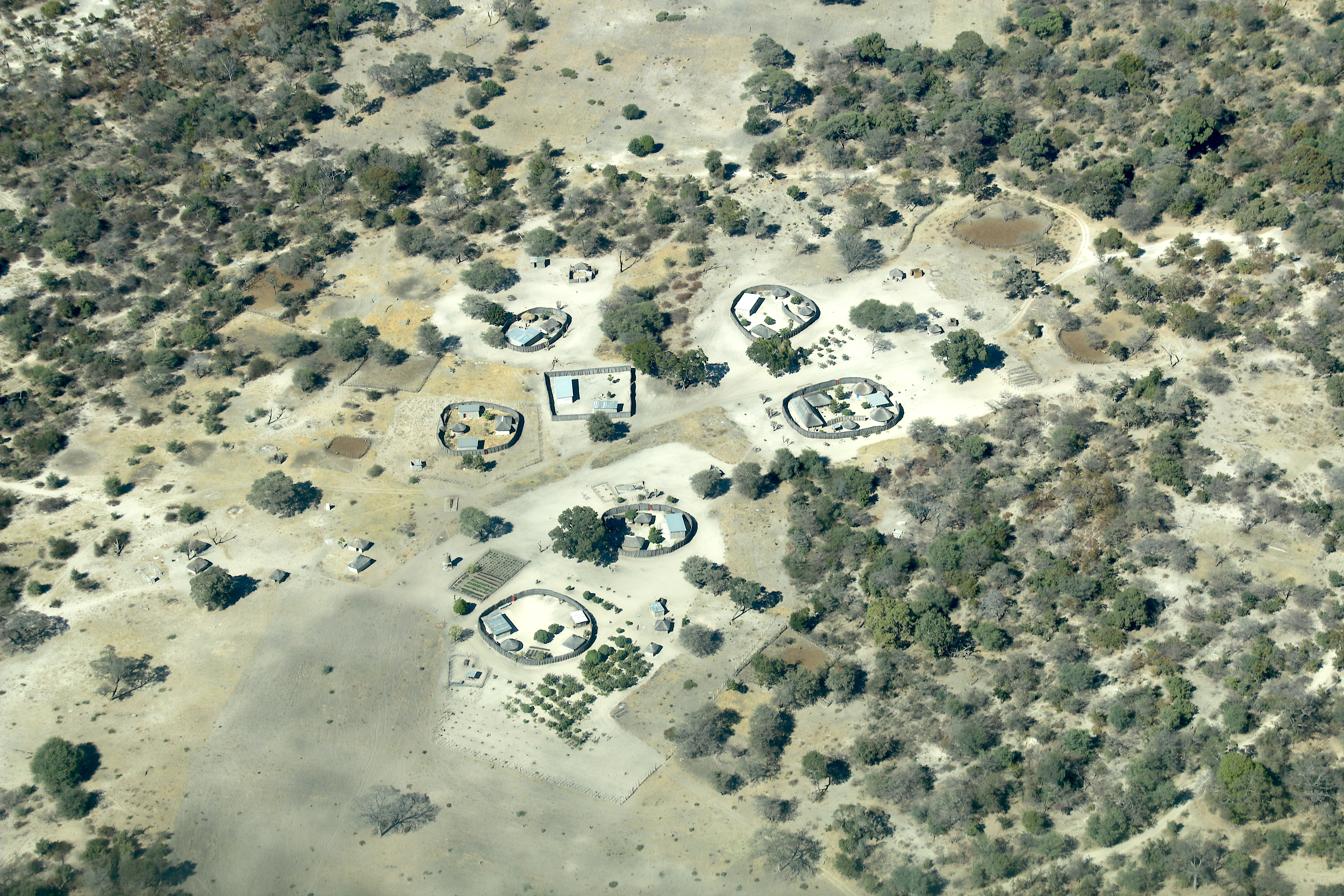
Luftaufnahme von Kraalen bei Kabbe im Caprivizipfel

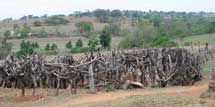
Ein südafrikanischer Viehkraal

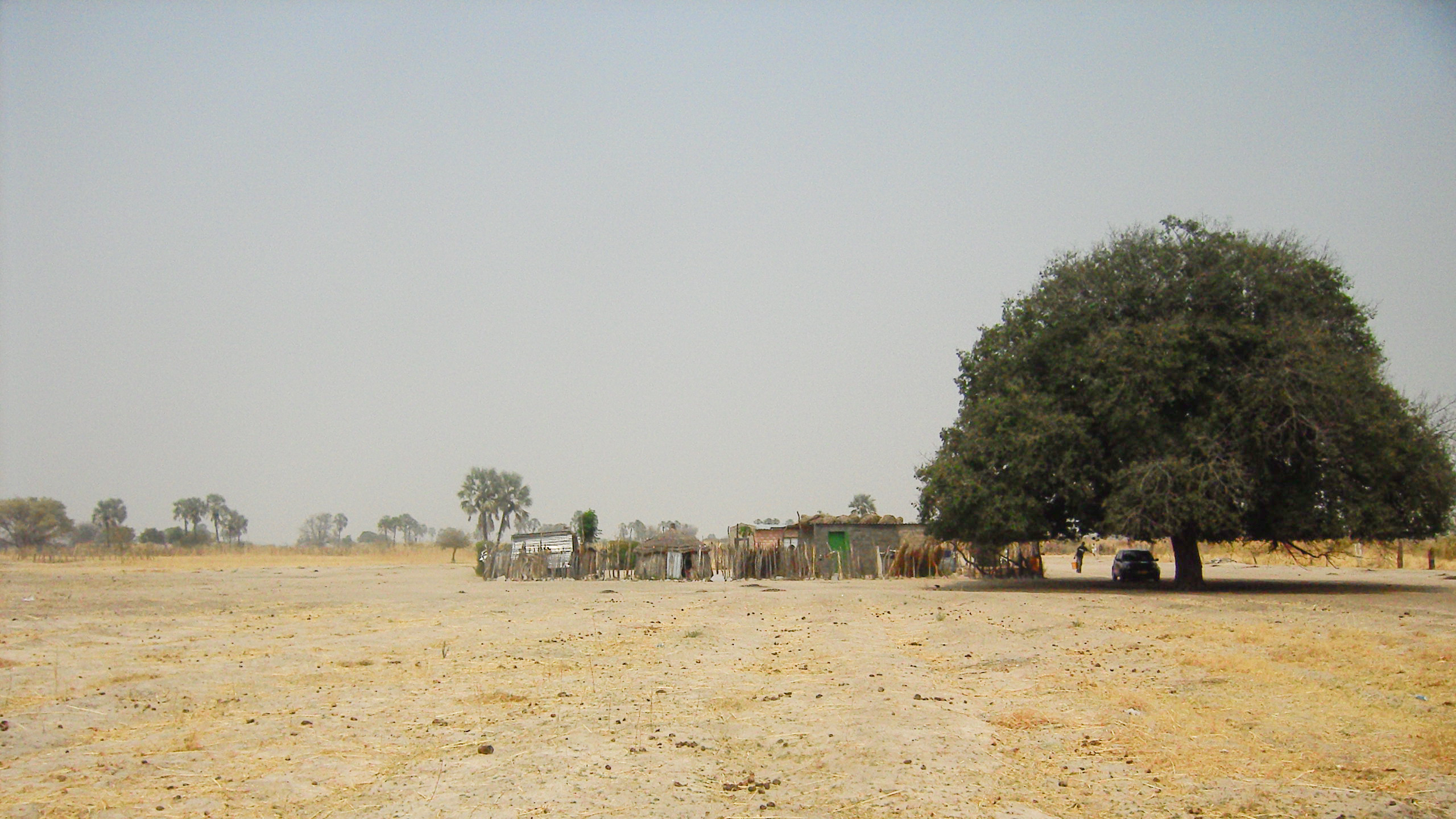
Kraal im Ovamboland

Ein Kraal (oder Kral, afrikaans, von port. curral für ‚Zwinger‘; plural Krale, auch Kräle) war ursprünglich eine kreisförmige Siedlung mit einer streng geregelten sozialen Struktur. Kraale gibt es vor allem im südlichen Afrika. Sie sind meist von einem palisadenartigen Strauch-/Gestrüppwall umgeben.
Heute wird als Kraal vor allem noch das Viehgehege bezeichnet, das sich früher inmitten der Siedlung befand. Die Bezeichnung findet man noch in Ortsbezeichnungen in Südafrika.

## Südliches Afrika
Die soziale Struktur innerhalb eines Kraals war streng patriarchalisch aufgebaut, das heißt eine solche Siedlung wurde vom Familienvater geführt. Seine Frauen mit ihren Kindern bewohnten jeweils ihre eigenen Hütten, die meist um den Rinder-Kraal angeordnet waren. Diese Anordnung war besonders bei den Zulu in Natal so üblich. Mit im Kraal konnten auch weitere Verwandte leben, die sich der Leitung des Familienoberhaupts unterstellen mussten, dessen Autorität durch die Tradition gesichert wurde. Die Wichtigkeit eines Kraals war abhängig vom Status des Vorstehers (siehe unten).
Diese Struktur kann auch als damaliger Grundstein der sozialen und wirtschaftlichen Ordnung gesehen werden. Mehrere Kraale bildeten unter einem Häuptling einen losen Zusammenschluss. Mehrere solcher Zusammenschlüsse unterstanden einem Oberhäuptling, über dem dann ein weiterer hoher Häuptling oder, in der Blütezeit eines afrikanischen Stammes, sogar der König stand.

### Königskraal
Im Gegensatz zu den rein zivilen Siedlungen war ein Königskraal eine militärische Einrichtung zum Schutz des Herrschers.
Solche Kraale waren meist oval und von einer Palisade aus starken Pfählen umgeben. Auf den Konflikt zwischen den indigenen Völkern und den weißen Einwanderern hatten diese allerdings kaum strategischen Einfluss. Umso wichtiger waren sie jedoch bei der Austragung von Stammesfehden.
Königskraale waren hauptsächlich bei den Zulu und Ndebele üblich und werden heute noch bei den verschiedenen Königen der Ovambo in Namibia genutzt.

### Fischkraal
Eine weitere Verwendung findet das Wort als Bezeichnung für eine effiziente Fischfangmethode der Tsonga. Dabei handelt es sich um eine Art Reuse, jedoch mit größeren Ausmaßen. Mithilfe von Ästen wird ein Kanal gebaut, an dessen Ende sich ein Korb mit einem ventilartigen Eingang befindet. In diesen Korb können Fische zwar hinein-, aber nicht mehr hinausschwimmen.
Diese Art von Fischfang kommt in der Kosi-Bucht vor.

## Ostafrika
Bei den nomadisch lebenden Massai wird mit Kraal ebenfalls eine kleine Ansammlung von Hütten bezeichnet. Allerdings muss dies nicht so wie im südlichen Afrika eine feste Siedlung sein, sondern das Dorf kann auch aus mehr oder weniger leicht auf- und abbaubaren Hütten bestehen.
In einem Kraal lebt jeweils eine Großfamilie zusammen, der ein älteres männliches Familienoberhaupt vorsteht. Zu der Familie gehören neben den Frauen des Vaters auch die verheirateten Söhne. Die Frauen kümmern sich um den Aufbau der Hütten und auch um die anfallenden Reparaturen. Jede Frau hat hier ebenfalls ihre eigene Hütte.

## Asien
In Sri Lanka, Indien und Thailand werden auch Gehege für Elefanten als Kraale bezeichnet.

## Andere Länder
In der alten Schreibweise Kral bezeichnete das Nachrichtenmagazin Der Spiegel 1965 nach Rassenunruhen den New Yorker Stadtteil Harlem als „größten Neger-Kral der Welt“. Die Verwendung des Wortes in diesem Zusammenhang lässt auf eine pejorativ gemeinte Konnotation schließen.
Im Prolog seines die Jahre des Zweiten Weltkriegs umfassenden Erlebnisberichts umschreibt Percy Gurwitz die räumliche Koexistenz der Letten, Deutschen, Russen und Juden im Riga der Zwischenkriegszeit mit der Metapher des Kraals: „So lebten die Völker Lettlands nicht miteinander, sondern bestenfalls nebeneinander dahin, und es war mehr Feindschaft und Fremdheit zwischen ihnen als Freundschaft und gegenseitige Bindung. […] Man verbrachte sein Leben innerhalb eines Kraals und lugte nur selten über die Hecke zum Nachbarkraal hinüber. Trotz regstem geschäftlichen und beruflichen Verkehr war geselliger Umgang zwischen den Angehörigen verschiedener Nationalitäten eine aufsehenerregende Ausnahme.“